# Брудзинь (Куявсько-Поморське воєводство)
Брудзинь (пол. Brudzyń, нім. Gneisenau) — село в Польщі, у гміні Яновець-Велькопольський Жнінського повіту Куявсько-Поморського воєводства.
Населення — 389 осіб (2011).
У 1975-1998 роках село належало до Бидгощського воєводства.

## Демографія
Демографічна структура станом на 31 березня 2011 року:
|          | Загалом | Допрацездатний вік | Працездатний вік | Постпрацездатний вік |
| -------- | ------- | ------------------ | ---------------- | -------------------- |
| Чоловіки | 183     | 43                 | 128              | 12                   |
| Жінки    | 206     | 54                 | 115              | 37                   |
| Разом    | 389     | 97                 | 243              | 49                   |